# Essential Foods
Essential Foods je dánský výrobce krmiv pro psy a kočky. Společnost byla založena Christianem Degner-Elsnerem, který je správním ředitelem společnosti. Degner-Elsner v minulosti založil a v roli generálního ředitele vedl společnost Oliver's Petfood.

## Produkty
Produkty této společnosti se vyrábí ve Velké Británii a 95 % složek krmiva pro zvířata tvoří produkty zemědělských oblastí Anglie, Walesu a Skotska.[zdroj?] Krmiva Essential Foods obsahují také zeleninu, bobuloviny, lněné semínko, ovoce a byliny. Společnost nabízí devět různých druhů krmiva, přičemž ani jeden druh neobsahuje obiloviny.
Krmiva Essential Foods se prodávají v online obchodech nebo prostřednictvím maloobchodních distributorů jako např. společnosti Fressnapf v Dánsku Amazon.uk a několika nezávislých maloobchodních prodejců v České republice, na Slovensku, v Srbsku, Bulharsku, Polsku, Norsku, Švédsku a Dánsku.